# 778
Cette page concerne l'année 778  du calendrier julien. Pour l'année 778 av. J.-C., voir 778 av. J.-C.
L'année 778 est une année commune qui commence un jeudi.

## Événements
- 19 avril : Charlemagne célèbre Pâques à Chasseneuil près de Poitiers[1]. Il prépare une expédition en Espagne du Nord à l’appel du gouverneur musulman de Barcelone, Sulayman ben Yaqzan ibn al-Arabi, révolté contre l’émir de Cordoue (778-782). Il a dû ajourner son voyage à Rome où le pape doit baptiser son fils Carloman du nom de Pépin (781)[2].
  - Deux armées passent les Pyrénées à l’est et à l’ouest. L’une se dirige sur Barcelone. L’autre soumet les Vascons de Pampelune puis met le siège devant Saragosse, dont le wali al-Hussain, revenu sur la parole donnée, refuse l'entrée aux troupes franques. La ville tient bon et les Francs se retirent après un mois et demi de siège, à l’annonce de la révolte des Saxons[3].
- 15 août : défaite des armées franques à la bataille de Roncevaux. Dans les gorges des Pyrénées (le col de Roncevaux n’est mentionné que par la Chanson de Roland, au XIe siècle), les Vascons écrasent l’arrière garde de Charles. Selon Eginhard, Roland (« Hruodlandus »), comte de la marche de Bretagne, Eggihard, sénéchal du roi et Anselme, comte du Palais, sont tués dans ce désastre. Selon Ibn al-Athir, les fils de Sulayman ibn al-Arabi, prisonnier des Francs depuis l'échec de Saragosse, participent à l'attaque et libèrent leur père[3].
- Une inscription trouvé à Kalasan mentionne un roi de la dynastie Sailendra qui règne dans le centre de l'île de Java et construit le temple bouddhique de Borobudur[4].
- Bataille de Germanicée[5]. Le basileus Léon IV lance une expédition d’envergure en Syrie sous le commandement de Michel Lachanodrakôn, écartant le danger arabe[6].
- À la suite des troubles récurrents, l’administration de l’Aquitaine est réorganisée. Neuf comtes aquitains sont remplacés par des Francs, des abbés francs sont nommés à la tête de nombreux monastères. Les comtes de Bordeaux et de Fezensac surveillent les États des Vascons, restés indépendants[7]. Le capitulaire de Herstal de 779 prévoit la création d'un royaume rassemblant l'Aquitaine et la Septimanie pour Louis le Pieux[8].
- Troubles en Saxe. Widukind, de retour du Danemark, profite de l'absence de Charlemagne en campagne en Espagne pour se révolter. Destruction de la forteresse de Karlsburg, sur la Lippe[9].

- Les Arabes doivent faire face à une révolte populaire qui les chasse de Sardaigne[10].

- Interdiction (vaine) des ghildes dans le royaume franc[11].

## Naissances en 778
- 16 avril[12] : Louis Ier dit Louis le Pieux (778 - 840), roi des Francs et empereur d'Occident (814 - 840), fils de Charlemagne et d'Hildegarde de Vintzgau.

- Ermengarde de Hesbaye future épouse de Louis Ier le Pieux
- Al-Khuwarizmi (al Khwarizmi), mathématicien et astronome arabe[13].

## Décès en 778
- 19 juillet[14] : Ambrosius Autpert, moine bénédictin français (ou le 30 janvier 784[15]).
- 15 août : Roland au col de Roncevaux.

- Sufyan al-Thawri, précurseur des mystiques sûfis.